# Throscodectes xiphos
Throscodectes xiphos är en insektsart som beskrevs av Rentz, D.C.F. 1985. Throscodectes xiphos ingår i släktet Throscodectes och familjen vårtbitare. IUCN kategoriserar arten globalt som starkt hotad. Inga underarter finns listade i Catalogue of Life.